# História da filosofia no Brasil

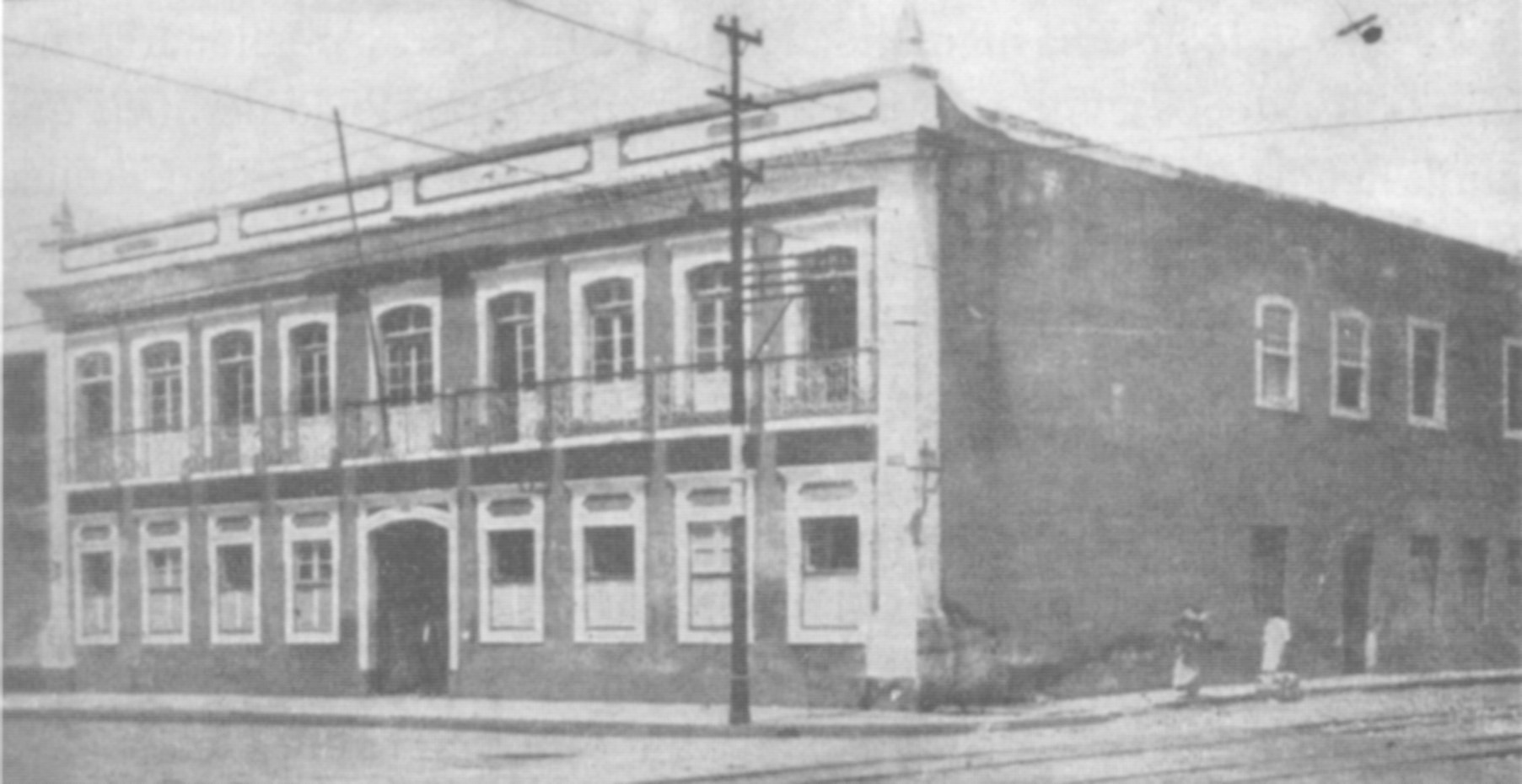
A Faculdade de Direito do Recife foi onde nasceu e floresceu o movimento filosófico conhecido como a Escola do Recife, nos anos de 1860 e 1880, cujo líder era o sergipano Tobias Barreto.

História da Filosofia no Brasil refere-se à tradição do pensamento filosófico realizada por brasileiros dentro ou fora do Brasil. As atividades de reflexão filosófica foram trazidas pelos padres jesuítas na segunda metade do século XVI com as atividades da colonização europeia das Américas, e se estende até os dias atuais com o processo de profissionalização universitária.
Um dos pioneiros em utilizar a expressão "filosofia no Brasil" foi Sílvio Romero, em sua obra historiográfica A filosofia no Brasil (1878). É possível separar em três grandes momentos o desenvolvimento da história da filosofia no Brasil. A primeira metodologia de estudo de filosofia no Brasil foi marcada pela utilização do método da Ratio Studiorum introduzido pelos jesuítas no século XVI. No século XIX, foi marcado pela predominância do método ensaístico, com uma filosofia sem referência à tradição, pois era formada por eruditos provenientes de diversas áreas do conhecimento. Por fim, o último modo moderno de se estudar filosofia teve seu princípio no século XX, marcado pela profissionalização e especialização dos estudos universitários. Em 1908 surge a primeira faculdade de filosofia do Brasil, a Faculdade de São Bento. No entanto, seu marco foi na década de 1940 com a missão francesa na Universidade de São Paulo, introduzido por Martial Gueroult e Victor Goldschmidt. Contudo, o estudo da história da filosofia baseado apenas em comentários ocasionou pouca produtividade filosófica no país, como é atestado por Roberto Gomes no livro "A Crítica da Razão Tupiniquim" (1977).
Um dos primeiros compiladores contemporâneos da filosofia no Brasil foi João Cruz Costa (1904-1978), autor de Contribuição à História das Ideias no Brasil (1949), que é citado por Leopoldo Zea Aguilar (1912-2004) em seu Pensamiento Latinoamericano (1965, segunda edição de Dos etapas del pensamiento en hispanoamérica, de 1949). Costa utiliza o método historiográfico citado acima, o qual se baseia na perspectiva do papel das ideias na condução da história política e econômica, em disputa com uma perspectiva dialética que identifica a conjuntura socioeconômica como o berço no qual são acalentadas as ideias, críticas ou ideologias. Em muitos casos, a história da filosofia no Brasil tem sido um registro ou coleção de temas e conteúdos elaborados por pensadores que atuaram neste espaço geográfico. Há uma certa hegemonia do primeiro grupo nos estudos do pensamento brasileiro, o que pode ser notado por meio de visita ao blogue "Textos de Filosofia Brasileira", alimentado pelo professor doutor Luiz Alberto Cerqueira (Instituto de Filosofia e Ciências Sociais da Universidade Federal do Rio de Janeiro). Diferentemente, a concepção de Cruz Costa é de o Brasil ser um país de contrastes, que precisa ser compreendido em meio a esses dilemas. Da mesma forma também precisa ser entendida a produção de ideias, até mesmo as ideias filosóficas.
Muitos autores compreendem, por pensamento filosófico no Brasil, um duplo projeto: a construção de linhas de interpretação do pensamento filosófico à luz das circunstâncias da realidade brasileira e a construção de linhas de pensamento filosófico oriundas da brasilidade ou pertinentes à brasilidade ou correspondentes à nacionalidade brasileira dos autores.
João Cruz Costa já anunciara que a investigação filosófica do "tema nacional" era algo nebuloso. Por um lado, a produção de conhecimento filosófico se dá em diálogo com a produção do conhecimento científico e a vida econômica, política, social e cultural de cada sociedade, em seu espaço e tempo determinados. Por outro lado, Cruz Costa aponta que o enfrentamento cultural que foi a chegada dos europeus às Américas implicou um elemento novo no processo de modernização pelo qual passava a Europa e gerou, simultaneamente, uma relação mimética com a cultura europeia.
Antônio Paim, um dos principais pesquisadores do pensamento brasileiro, classifica nossos pensadores segundo a estrutura apresentada a seguir: período colonial, período imperial e período republicano. Como se nota, essa periodização respeita a clássica divisão historiográfica da história nacional. Procura-se, por meio dela, agrupar pensadores por meio dos períodos históricos, sem necessariamente relacioná-los à conjuntura social, econômica, política e cultural na qual produzem suas obras. Por exemplo, não há, na obra de Paim, discussões sobre o papel do aristotelismo no pensamento colonial e suas conexões, ou inexistência delas, com a economia escravagista. Parece, por conseguinte, necessário avançar por uma perspectiva historiográfica que faça tais conexões.

## A história da filosofia no Brasil

### Período Pré-Cabralino
Os indígenas que habitavam o Brasil antes da chegada dos europeus possuíam todo um conjunto de cosmovisões que deve ser incluído na história da filosofia no Brasil. Porém, por terem sido povos ágrafos, esse conhecimento chegou até nós somente sob a forma dos relatos escritos dos observadores europeus, o que pode ter gerado muitas distorções e equívocos de interpretação. Sendo assim, tal campo de estudos ainda aguarda pesquisas etnológicas mais aprofundadas.

### Período Colonial

#### Século XVI
O processo de colonização das Américas causou profundas mudanças nas perspectivas filosóficas na Europa, que vivia seu momento final do renascimento. O fulcro da questão era sobre os povos nativos do continente, os índios, que se encontravam numa organização sociocultural completamente diferente da dos povos europeus. O grande centro cultural e filosófico da época estava na Espanha, com os padres da escolástica tardia da conhecida escola de Salamanca. Em Portugal, o importante centro formador será Coimbra.

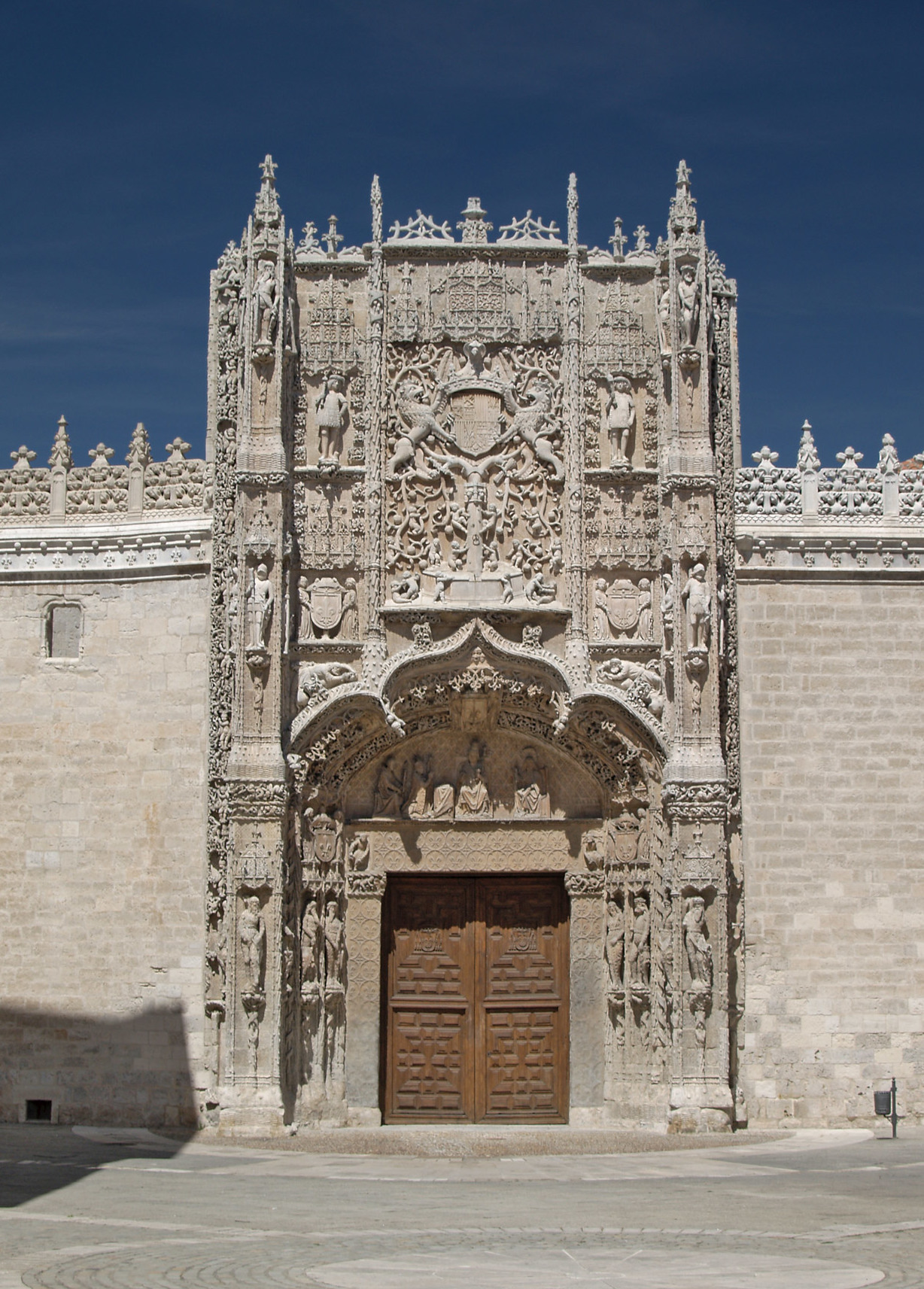
Pórtico do Colégio de São Gregório

Um enorme debate aconteceu nos países ibéricos, conhecido como o debate de Valladolid, ocorrido no Colégio de São Gregório em 1550 e 1551. O debate foi entre Juan Ginés de Sepúlveda e Bartolomé de las Casas. O continente americano encontrava-se, então, varrido pelos conflitos gerado pelos conquistadores hispânicos, como os avanços de Hernán Cortés sob o Império Asteca. Isso gerou diversas atrocidades, saques e escravização dos nativos americanos. A discussão girou em torno do conceito de guerra justa que poderia ser empreendida contra os nativos americanos. A raiz dessa discussão encontrava-se em São Tomás de Aquino.
Juan Ginés de Sepúlveda defendia a conquista dos espanhóis e a escravização dos povos indígenas. Sepúlveda seguia uma perspectiva aristotélica, tendo, por subsídio, o livro I da Política, onde se advoga que certos povos nasceram para ser dominados e escravizados. "A fim de erradicar os crimes que ofendem a natureza", os índios deveriam ser punidos e, portanto, reduzi-los à escravidão ou servidão estava de acordo com a teologia católica e a lei natural.
Em contraponto, Bartolomé de las Casas advogava que os povos latino-americanos tinham alma, eram homens livres na ordem natural e merecia o mesmo tratamento que outros, de acordo com a teologia católica. Essa defesa valeu, para Casas, o título de protector dos índios. Dessa forma, foi consolidado o sistema de encomienda organizado pelas Leis Novas em 1542. Tal sistema visava a evitar a escravização indígena, bem como a levar, aos índios, a fé católica e os princípios da civilização ocidental. A bula papal Sublimus Dei, do Papa Paulo III, escrita em 1537, teve influência sobre esse debate, pois demonstrava a posição contrária da Igreja em relação à escravização indígena.
Nos Ensaios de Michel de Montaigne, escritos em 1580, o autor se coloca em contraponto à colonização e à guerra justa empreendida contra os povos nativos, refletindo que essa conquista da América refletia um lado bárbaro e selvagem por parte da civilização ocidental e cristã. O processo de colonização das Américas repercutiu na literatura da filosofia humanística em outros países. Forneceu base para os escritos de Erasmo de Roterdão sobre o Elogio da Loucura de 1511; e Utopia, escrito em 1516 por Tomás Morus. Muito desse debate será importante para formulação do direito internacional, tendo, como principais expoentes, o escolástico de Salamanca Francisco de Vitória e o holandês Hugo Grócio.

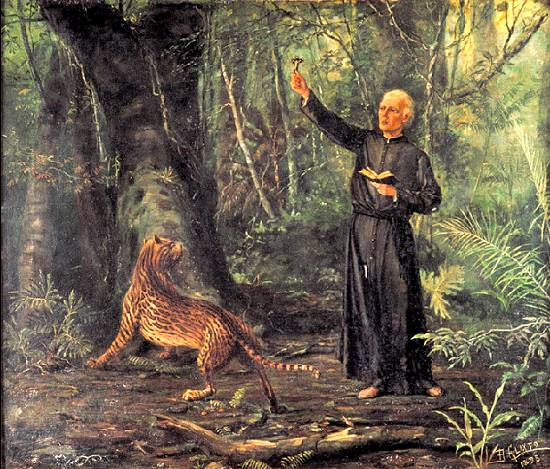
"Evangelho nas Selvas" (1893), pintura de Benedito Calixto que retrata o padre Anchieta

Os jesuítas terão o objetivo de levar a salvação das almas aos nativos americanos. Eles chegaram na frota de Tomé de Sousa em 1549. Em 1553, fundam o Colégio dos Jesuítas na Bahia, onde se ensinava filosofia. Eram liderados pelo padre Manuel da Nóbrega, e contavam com nomes importantes: Leonardo Nunes, Vicente Pires e  João de Azpilcueta Navarro. Em 1553, chega ao país o padre José de Anchieta. Através deles que surgem os principais escritos sobre o Brasil que marca a literatura do quinhentismo. A filosofia passou a ser lecionada como apoio para a formação do clero, que passou a seguir o plano de estudos do Ratio Studiorum escrito em 1599. Esse livro, que ditava os métodos de estudos, foi inspirado na escolástica tardia e foi adotado pelos padres jesuítas. Os padres também fariam preciosos relatos sobre os eventos históricos da vida da colônia, sendo um dos precursores da historiografia brasileira Frei Vicente do Salvador com o livro Historia do Brazil (1627).

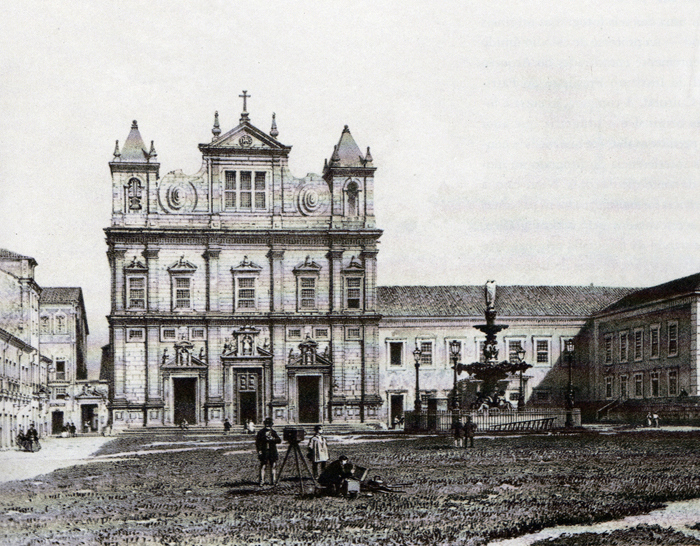
Colégio dos Jesuítas na Bahia, fundado em 1553

Os jesuítas condenavam práticas de vida dos nativos como a antropofagia e a poligamia e tinham, por meta, adaptar a moral da civilização cristã aos índios. Para esse processo de assimilação cultural, uma maiores contribuições intelectuais foi a sistematização da língua tupi. Todos esses elementos demonstravam a finalidade dos jesuítas de fazer, dos tupis, uma nova elite das nações cristãs. Essa iniciativa era uma importante estratégia organizada no Concílio de Trento para conter os avanços realizados na Europa pela Reforma Protestante. Até o século XVIII, os jesuítas irão somar um número de 670 espalhados ao longo do país, em conventos, missões e aldeias.
Haverá um conflito em relação ao método de evangelização dos nativos. Por um lado, alguns adotaram o modelo da fundação de colégios; outros, o modelo das missões. O primeiro era baseado no discernimento e era semelhante à encomiendaː os índios já evangelizados prestavam serviços aos colonos, ganhando alguma remuneração pelos serviços. O segundo, o das missões, eram aldeamentos isolados, onde os índios evangelizados continuavam com seus modos de vida. Construíam uma cidade, às vezes murada, com igrejas e escolas, e tudo isso eram organizado pelos padres. O clero advogava mais a última forma de evangelizar, pois garantia que os índios não virariam escravos. Muitos conflitos ocorreram principalmente com os bandeirantes, que buscavam mão de obra para a produção agrícola da cana-de-açúcar.
Os colégios educadores se espalharam pelo Brasil. O primeiro foi na cidade de Salvador, fundado em 1549 pelo padre Manuel da Nóbrega, tendo "como mestre o Irmão Vicente Rodrigues, com apenas 21 anos. Irmão Vicente tornou-se o primeiro professor nos moldes europeus e durante mais de 50 anos dedicou-se ao ensino e a propagação da fé religiosa.".
Em 1554, o padre José de Anchieta funda os Colégios de São Paulo. Com a expulsão dos franceses, é fundado em 1567 o Colégio do Rio de Janeiro. Um ano depois, o Colégio de Olinda. Em 1570, o Brasil "conta com cinco escolas elementares (Porto Seguro, Ilhéus, São Vicente, Espírito Santo e São Paulo de Piratininga) e três colégios: (Rio de Janeiro, Pernambuco e Bahia)."

#### Século XVII

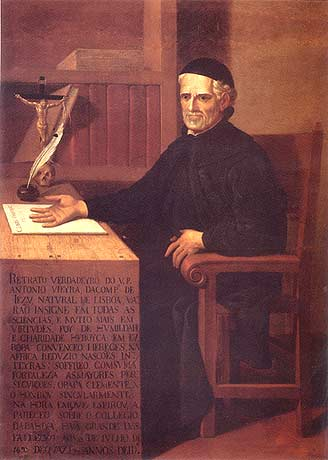
Padre António Vieira

Em 1638, a filosofia passou a ser ensinada em nível superior no Colégio do Rio de Janeiro. Essas correntes filosóficas europeias tiveram suas correspondências no país. Os representantes foram: Diogo Gomes Carneiro, Nuno Marques Pereira. Esta filosofia é conhecida como "saber de salvação." Sobressaiu-se, também, o padre Vieira, com a sua moral da ação. Muitos resultados alcançou o ensino dos jesuítas, como a figura de nativos como Filipe Camarão e, no campo do direito, o santista Alexandre Gusmão, que se tornou um importante diplomata, defensor do direito de posse e mentor do Tratado de Madrid, que deu, ao Brasil, extensão muito próxima à atual.

#### Século XVIII

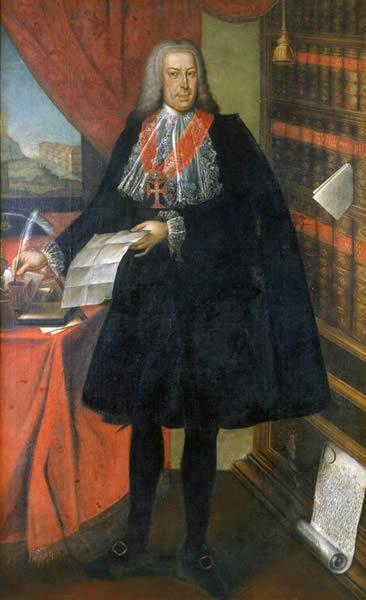
Marquês de Pombal

Até a segunda metade do século XVIII, a escolástica foi o pensamento predominante no Brasil, tendo, como marca, Matias Aires. Ele abordava o problema da ética tomando uma perspectiva teleológica. No seu livro Reflexões sobre a Vaidade dos Homens, escrito em 1752, o autor relaciona o cânone evangélico do trecho bíblico extraído do Eclesiastes Vanitas vanitatum et omnia vanitas ("Vaidade das vaidades, tudo é vaidade") ao pensamento das virtudes em Aristóteles. Outros tiveram importância como: Feliciano Joaquim de Souza Nunes e Francisco Luís Leal (ou Santos Leal).

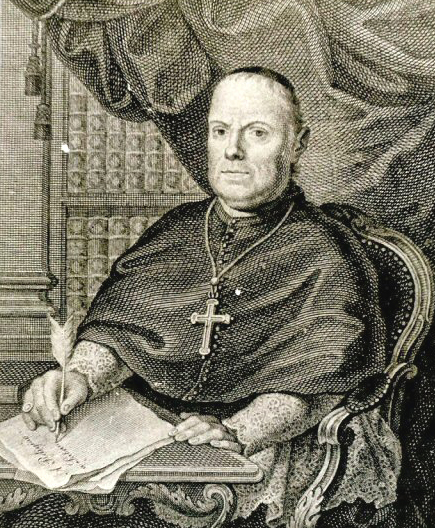
José Joaquim da Cunha Azeredo Coutinho

Entretanto, com as reformas iluministas do Marquês de Pombal, surgiu o empirismo mitigado, que era caracterizado por uma visão cientificista. Silvestre Pinheiro Ferreira introduziu, no Brasil, o empirismo e inaugurou um movimento de reação antiescolástica, reinterpretando Aristóteles com base no empirismo inglês de John Locke.
O sacerdote José Joaquim da Cunha Azeredo Coutinho foi bispo de Olinda e teceu importantes comentários sobre a administração colonial e contra as medidas mercantilistas, em favor de uma perspectiva mais liberal.
Dentre as diversas medidas das reformas pombalinas, estava o encerramento das atividades dos jesuítas no Brasil, sendo, os Jesuítas, expulsos do Reino de Portugal e de suas colônias. Isso interrompeu todo o trabalho executado nas escolas dos jesuítas. A filosofia passou então a ser divulgada em grupos secretos maçons como o Areópago de Itambé em Recife e outras lojas espalhadas no Rio de Janeiro, Minas Gerais e Bahia. Tais grupos estiveram na vanguarda das revoltas que exigiam a emancipação do Brasil em relação a Portugal.
| “ | Duzentos e dez anos após a chegada e de serem os únicos responsáveis pela educação no Brasil, deixam a colônia cerca de quinhentos padres jesuítas, expulsos pelo Marquês de Pombal, Ministro de D. José I, paralisando 17 colégios, 36 missões, seminários menores e escolas elementares. | ” |

### Período Imperial

#### Século XIX
O desenvolvimento da filosofia no Império do Brasil pode ser dividido em três momentos: o primeiro reinado, o Período regencial e o segundo reinado. Durante o primeiro reinado, é notável a hegemonia do liberalismo iluminista do século XVIII. Com a experiência da administração liberal do período regencial, surgiram correntes antagônicas ao iluminismo. Muitos aderiram a correntes espiritualistas e metafísicas tradicionais por influência do romantismo.
No início do século XIX, o Brasil estava emergindo como país autônomo sob o reinado de dom Pedro I. Muitos entrelaçaram as reflexões filosóficas aos sentimentos patrióticos. Muita influência francesa foi possível observar, como por exemplo na Constituição de 1824, inspirada no pensamento do poder moderador do pensador franco-suíço Benjamin Constant. Muitas contribuições políticas serão por parte de conservadores como Visconde do Uruguai, Marquês de São Vicente, Zacarias de Góis e Vasconcelos, Visconde de Cairu e Bernardo Pereira de Vasconcelos; liberais moderados como José Bonifácio e Hipólito José da Costa; e liberais radicais como Frei Caneca e Diogo Antônio Feijó.

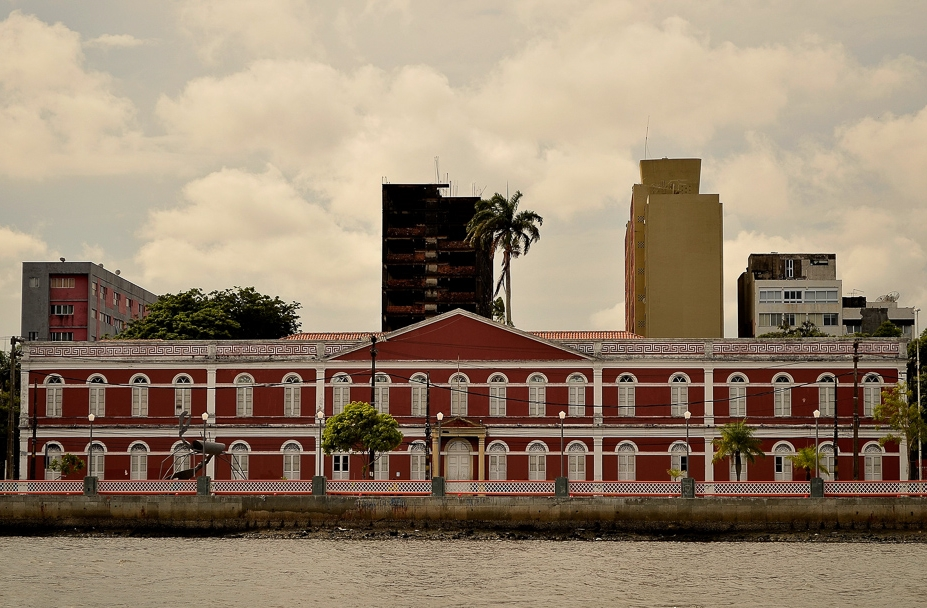
Liceu Provincial de Pernambuco, fundado em 1825, instituição imperial que contava com a cadeira de filosofia

Durante o Período regencial, o caos social gerado durante a hegemônica administração liberal ajudou para que surgissem os primeiros elementos antagônicos ao iluminismo brasileiro. É importante observar que, com o fim do ensino dos jesuítas, a forma da filosofia passou a ser a de um método de escrita puramente ensaístico, gerando contribuições de pessoas de diversas áreas do conhecimento. Foi nesse período que foram criados os primeiros colégios de ensino médio do Brasil, respectivamente o Liceu Provincial de Pernambuco (1825), o Atheneu Norte-Riograndense (1834), o Liceu Provincial da Bahia (1836) e o Colégio Pedro II (1837). Nesses colégios imperiais, desde o início, existiu o ensino formal de filosofia, que teve como lentes nomes como Nascimento Feitosa em Pernambuco, Padre Antônio Xavier Garcia de Almeida no Rio Grande do Norte e Silvio Romero no Rio de Janeiro. Com o tempo, o maior polo formador da erudição filosófica passaram a ser também as faculdades de direito, como a Faculdade do Largo de São Francisco em São Paulo, e a Faculdade de Direito de Olinda, fundadas em 1827. Muitas contribuições para a filosofia serão através de juristas, romancistas, poetas e políticos. Em 1838, o elemento de transformação para as ciências sociais foi a criação do Instituto Histórico e Geográfico Brasileiro. Foi o início do estudo da historiografia do Brasil. Com o objetivo de compreender os elementos da integridade nacional, será o foco da reflexão de Francisco Adolfo de Varnhagen.
Em reação ao iluminismo, surgiu o ecletismo como uma fusão do espiritualismo metafísico, fruto do racionalismo francês de René Descartes, e do empirismo inglês de John Locke, sendo, o maior expoente, o educador francês Victor Cousin. O ecletismo vai ter grande adesão na primeira metade do século XIX por diversos setores da sociedade brasileira, como o poeta Gonçalves de Magalhães, o pintor Pedro Américo, o médico Eduardo Ferreira França e Antônio Pedro de Figueiredo. Será característica a influência do indianismo como forma de buscar os valores de identidade da nação brasileira.
Em 1845, Álvares de Azevedo, Aureliano Lessa e Bernardo Guimarães fundaram um grupo secreto de escritores chamado Sociedade Epicureia. O grupo era composto por boêmios e produziu discussões e sarais sobre a temática sombria da vidaː por exemplo, sobre morte e satanismo. Tiveram muita influência do romantismo de Lord Byron e Charles Baudelaire. Foram, também, participantes: Francisco Leite de Bittencourt Sampaio, Castro Alves, Fagundes Varela, João Cardoso de Meneses e Sousa (Barão de Paranapiacaba) e Múcio Teixeira, entre outros. Na mesma época, vai existir forte influência no direito no Brasil através do pensamento panenteísta de Karl Christian Friedrich Krause, que tinha também influenciado fortemente a Espanha através de Julián Sanz del Río e Francisco Giner de los Ríos, um dos fundadores da Institución Libre de Enseñanza sobre pedagogia com influência no krausismo. No Brasil, terá mais repercussão no direito por: João Teodoro Xavier de Matos e Carlos Mariano Galvão Bueno. Na Faculdade de Direito de Recife, o tomismo surgiu com o pensamento do paraibano José Soriano de Souza e teve respaldo em outros pensadores como: João Mendes de Almeida Júnior, Leonel Franca, Frei Firmino de Centelhas, José Maria Correia de Sá e Benevides e José Maria Correia de Sá e Benevides (padre Júlio Maria).

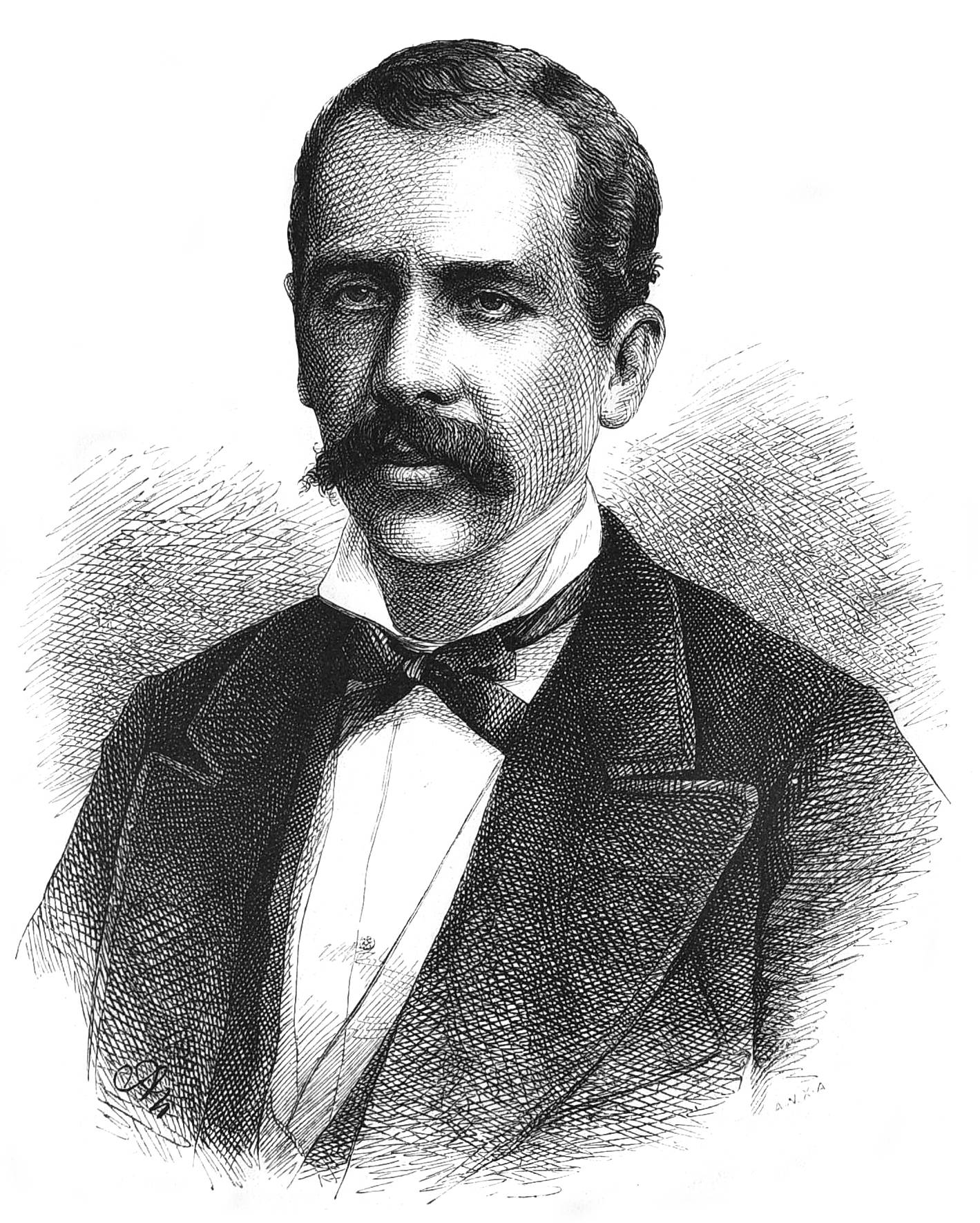
Tobias Barreto

Contudo, na segunda metade do século XIX, houve uma enorme mudança a partir do segundo reinado.  Inicialmente com a introdução dos pensamentos de influência filosofia alemã. A partir desta corrente, veio um período chamado por Sílvio Romero de "surto de novas ideias".

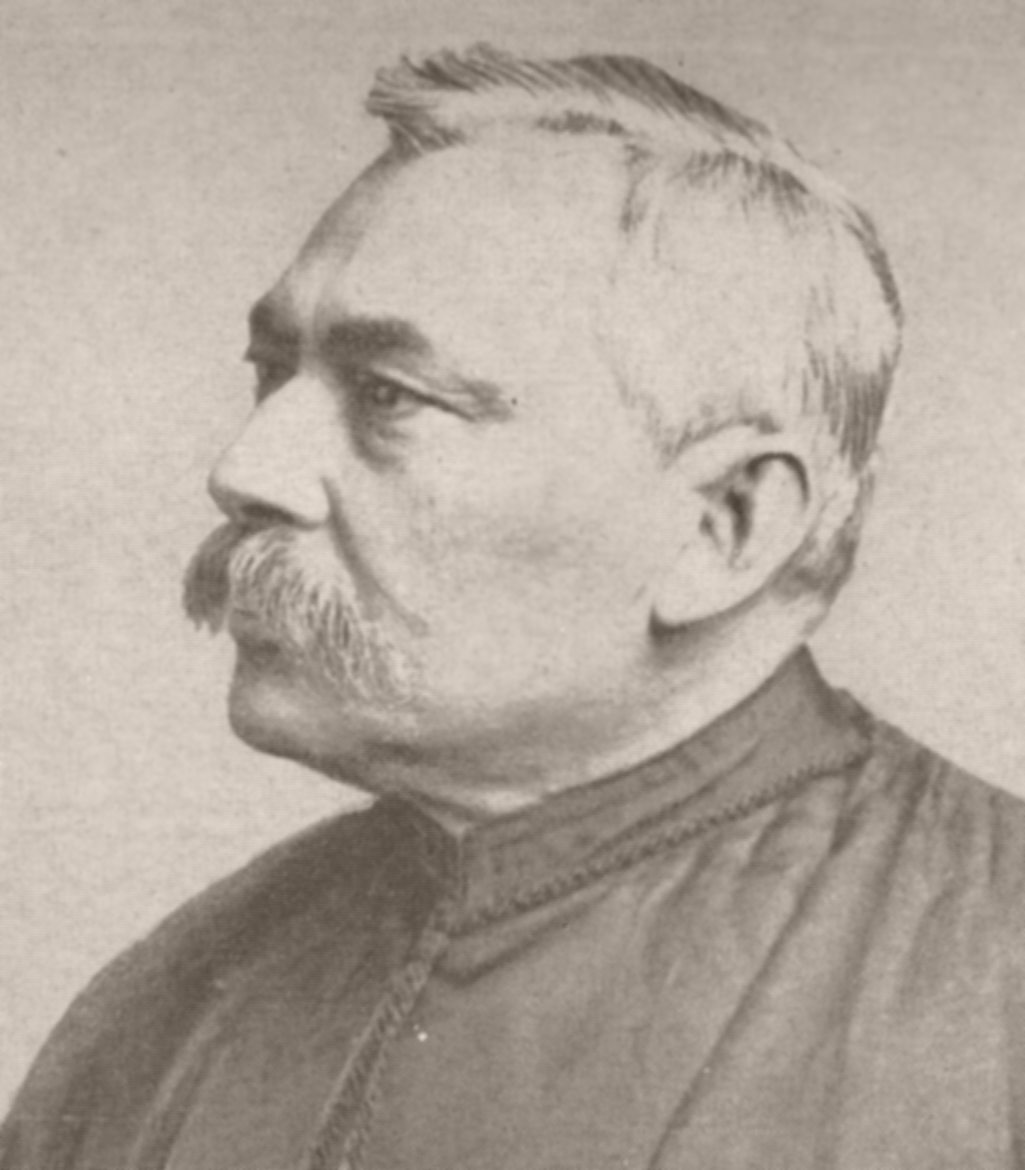
Silvio Romero, professor de filosofia do Colégio Pedro II

A Faculdade de Direito de Recife se tornou o polo florescedor do positivismo entre os intelectuais do Brasil, na chamada Escola do Recife. Terá destaque, nesse grupo, Tobias Barreto, que vai tentar trazer a influência da filosofia alemã herdeira do kantismo. Teórico do monismo evolucionista, Barreto sofreu profundas influências do naturalista Ernst Haeckel. Essa Escola do Recife será uma forma do positivismo heterodoxo advogado por Émile Littré. Isso repercutirá em diversos pensadores como: Silvio Romero, Clóvis Beviláqua, o historiador Capistrano de Abreu, o médico Luís Pereira Barreto, Ivan Monteiro de Barros Lins e por Alberto Sales entre diversos outros bacharéis. Isso fará com que o positivismo repercuta nas diversas camadas da sociedade imperial. Uma das grandes contribuições dos estudiosos do positivismo da Escola do Recife foi as primeiras tentativas de organizar a história da filosofia no Brasil, sendo esse o título das primeiras obras de Silvio Romero em 1878.
Na região sul e sudeste do Brasil, o positivismo terá uma influência na sua forma ortodoxa como defendido por Pierre Laffitte, com a criação da Igreja Positivista. Sendo, os maiores expoentes no Brasil: Miguel Lemos, Raimundo Teixeira Mendes e Benjamin Constant Botelho de Magalhães, que fundaram, em 1876, a Sociedade Positivista do Brasil, e a Igreja Positivista do Brasil em 1881. Todos advogaram o Estado laico, o ingresso das mulheres na política, e muito dessa filosofia irá servir de suporte ao movimento abolicionista liderado pelo liberal Joaquim Nabuco e Ruy Barbosa, e ao movimento republicano que culminou com o Proclamação da República do Brasil. Valentim cita: "um exemplo da ampla e profunda influência do Positivismo no Brasil [...] pode ser encontrado na bandeira brasileira republicana em que é estampada a frase "ordem e progresso", que constitui a síntese do ideário comtiano, que conquistou as mentes dos intelectuais na passagem do século XIX para o século XX no Brasil".

### Período Republicano

#### Século XX
A República do Brasil, também conhecida como República dos Bacharéis, demonstra forte produção de juristas brasileiros. A primeira década do século XX vai ser marcada pelo positivismo. No direito, vai respaldada por Pontes de Miranda e Pedro Lessa, que compunha a Liga da Defesa Nacional, que advogava a serviço militar obrigatório. Os princípios positivistas repercutiam em quase todas camadas políticas do Brasil durante esse período.

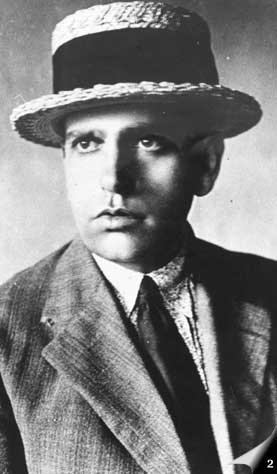
Oswald de Andrade

Em contraponto, surgiram autores que foram contra essa corrente positivista, que era uma herança do kantismo. Um dos mais importantes foi a metafísica de Raimundo de Farias Brito e Jackson de Figueiredo. Figueiredo foi o responsável pela fundação do Centro Dom Vital, que era uma organização católica, responsável pela exposição do pensamento filosófico conservador ultramontano antiliberal e antimaçom. Depois da morte de Fiqueredo, o Centro Dom Vital passou para ser administrado por Alceu Amoroso Lima. Outros autores importantes surgiram, como: Leonel Franca, Heráclito Fontoura Sobral Pinto e Manuel Bonfim. Este último travou um forte confronto contra Silvio Romero sobre a questão da importância da miscigenação para formação da identidade do povo brasileiro. Muitos positivistas, influenciados pela doutrina de Arthur de Gobineau, que tinha passado pelo Brasil, adotavam muitas posições racistas, e defendiam que o Brasil necessitaria passar por um processo de embranquecimento racial. Manuel Bonfim foi uma das principais vozes em antagonismo contra essas correntes, advogando a miscigenação como um importante elemento positivo na formação da identidade nacional.
Em 1908, surge a Faculdade de São Bento que foi oficialmente a primeira instituição de ensino superior de Filosofia do Brasil. Localiza-se no Largo São Bento, centro de São Paulo, junto ao Mosteiro de São Bento, que data de 1598. Em seu início (1908), a faculdade foi agregada a Universidade de Louvain, dela vindo professores como o Monsenhor Carlos Sentroul (1876-1933) e Leonardo Van Acker (1896-1986), entre outros. Alguns alunos que concluíram o bacharelado em Filosofia na instituição, depois estavam aptos a realizar o doutoramento em Louvain (caso de Alexandre Correia). Todos os títulos, até o doutorado, eram então reconhecidos pela universidade belga. De modo semelhante ao que passou com os cursos de história da filosofia medieval, antiga e moderna, foi nos bancos da Faculdade de São Bento de São Paulo que o ensino universitário formal da filosofia de Kant foi empreendido pela primeira vez no Brasil. O mesmo ocorreu com o ensino de letras clássicas (grego e latim), que ainda vigoram como disciplinas propedêuticas na instituição.
Um marco importante da produção cultural e filosófica, durante a primeira metade do século XX, foi a Semana de Arte Moderna de 1922. Marcados pela influência do futurismo de Marinetti, pregavam a total ruptura com a tradição cultural em favor da construção de uma nova cultura, uma nova forma de ser, genuinamente nacional. Seria possível detectar a primeira tentativa de buscar não mais uma filosofia no Brasil, mas uma filosofia do Brasil. Em busca dessa nova tentativa de reconstruir a identidade nacional, os modernistas passam a novamente, reconstruir a imagem do índio através da forma do primitivismo como o elemento central para a ruptura. Sendo as bases iniciais ditadas na Revista Klaxon Manifesto da Poesia Pau-Brasil, Movimento Verde-Amarelo e o Manifesto Antropófago. Essa onda artística tem influências longínquas do hegelianismo. E como houve uma bifurcação política, é notável uma bifurcação dos autores em duas correntes. Os da direita hegeliana unido os princípios indianistas do modernismo à metafísica de Farias Brito realizado por Plinio Salgado que gerou o movimento nacionalista: Integralismo, inspirado no integralismo lusitano e no corporativismo.
Oswald de Andrade incorpora os elementos do hegelianismo de esquerda e filia-se ao Partido Comunista Brasileiro. Apesar de, no futuro, largar a militância política, Oswald vai estudar sobre os princípios do homem cordial como elemento formador da nação, tema este que seu amigo Mário de Andrade também irá muito refletir. Osvaldo Aranha também é outro importante ícone dessa época. Outro importante expoente do nacionalismo foi Arlindo Veiga dos Santos, criador da Frente Negra Brasileira e posteriormente da Ação Imperial Patrianovista Brasileira. Árduo defensor da monarquia, também foi influenciado pelo integralismo lusitano, mas jamais se filiou às fileiras do integralismo, embora tivesse uma relação cordial com Plínio Salgado. Do integralismo, surgiram diversos intelectuais e artistas, muitos com o foco voltado para o estudo da identidade nacional e da história do Brasil. Entre eles, Gustavo Barroso e Luís da Câmara Cascudo. Miguel Reale sofreu uma profunda influência das reflexões de Plínio Salgado e recorreu ao neokantismo para elaborar sua teoria tridimensional do direito.

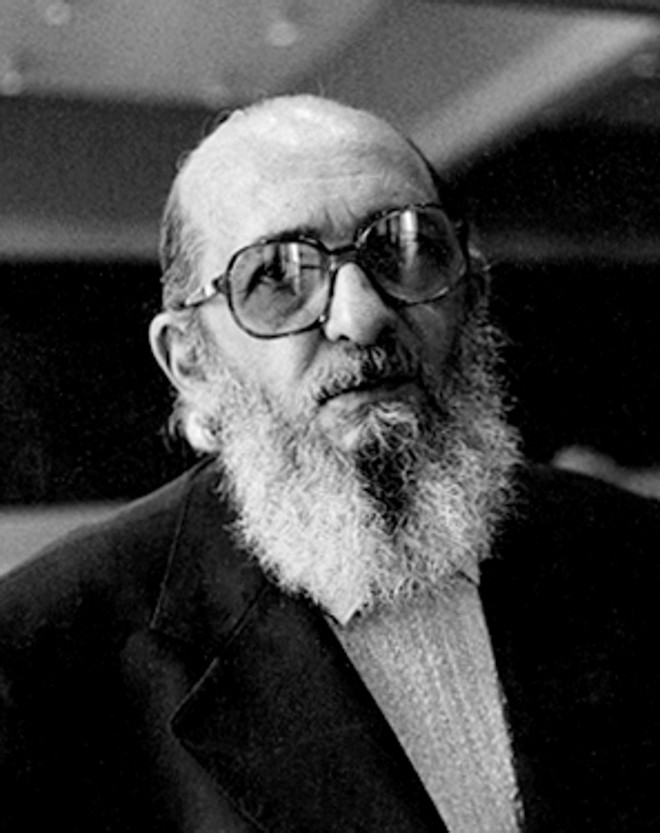
Paulo Freire

Outro grupo que destacou-se em dar uma nova interpretação para a história do Brasil foi a corrente marxista. Dentre seus pensadores, houve intelectuais como Leôncio Basbaum e Caio Prado Júnior.
Dentro da corrente modernista, houve também os responsáveis pela reforma pedagógica conhecida como Escola Nova, que teve, como um dos principais expoentes, Anísio Teixeira, que tinha influência das reformas educacionais de John Dewey.
Toda essa onda de nacionalismo culminou com a revolução de 1930 e o regime de Getúlio Vargas. O positivismo demonstrou sua forte influência na vida cultural do país, sendo, um dos seus principais representantes, Francisco Campos, que criou a Legião de Outubro para dar suporte à Revolução de 1930. Com as reformas educacionais de Gustavo Capanema, os princípios da Escola Nova passam a ser adotados. Getúlio Vargas, em 1939, criou a Faculdade Nacional de Filosofia, que passou a integrar a Universidade Federal do Rio de Janeiro.
Servindo para alargar e ao mesmo tempo buscando consolidar a história institucional da filosofia no Brasil, fundou-se, em Belo Horizonte, em 1939, a Faculdade de Filosofia, anexada posteriormente à Universidade de Minas Gerais, que, mais tarde, passaria por processo de federalização. Ao longo das décadas, a velha faculdade criada conforme o modelo tradicional de "Filosofia, Ciências e Letras" funcionou em várias localidades da área central da cidade, até transferir-se para a Rua Carangola, no Bairro Santo Antônio, cujo prédio foi posteriormente
adquirido pela Prefeitura. Em 1990, a faculdade foi transferida para o campus Pampulha, onde ainda hoje permanece.  
Teodoro Augusto Ramos passou a ser responsável pelo governo do Estado de São Paulo de Armando de Salles Oliveira para convocar eruditos para compor o corpo docente da recém-criada Faculdade de Filosofia, Ciências e Letras da Universidade de São Paulo, que iria compor o que seria a Universidade de São Paulo. Nesse momento, a filosofia no Brasil passou por uma profunda mudança, entrando na sua terceira fase, a acadêmica universitária. A filosofia passou por um processo de profissionalização, constituindo um departamento dentro da universidade. A partir desse momento, a filosofia na sua forma ensaística, realizada desde o século XIX, cedeu espaço para o jargão acadêmico. Com isso, organizou-se a missão francesa da Universidade de São Paulo, que se desenvolveu em três fases distintas. Em 1934, foram contratados professores experientes em universidades e liceus franceses, com o objetivo de abrir os cursos. Dos seis nomes que compuseram essa primeira leva - Émile Coornaert (história), Pierre Deffontaines (geografia), Robert Garric (literatura francesa), Paul-Arbousse Bastide (sociologia), Étienne Borne (filosofia e psicologia) e Michel Berveiller (literatura greco-latina), somente Berveiller e Arbousse-Bastide renovaram os seus contratos com a universidade no ano seguinte. Em 1935, o perfil do grupo se alterou, assim como a duração dos contratos, agora de três anos: trata-se de jovens agrégés, sem experiência no ensino superior, com exceção de Fernand Braudel.
Além do professor de história, chegam, ao país, neste momento: Pierre Hourcade (literatura francesa), Pierre Monbeig (geografia), Claude Lévi-Strauss (segunda cadeira de sociologia) e Jean Maugüé (filosofia). Monbeig e Maugüé permaneceram no país até 1944 e 1947, respectivamente, em função da eclosão da Segunda Guerra Mundial. A partir de 1938, Dumas decidiu convidar docentes mais velhos, como fizera na Universidade do Distrito Federal, no Rio de Janeiro, em 1935. Deste novo grupo de professores, fizeram parte: Roger Bastide (substituto de Lévi-Strauss), Jean Gagé (no lugar de Braudel), Alfred Bonzon (literatura francesa) e Paul Hugon (economia), que se estabelecerá definitivamente no país.
Em 1939, Vicente Ferreira da Silva publicou A Lógica Moderna, tornando-se o primeiro brasileiro a lançar livros sobre o tema, despertando a admiração do matemático Newton da Costa. Seus estudos autodidatas eram tão brilhantes e aprofundados que acabou se tornando assistente de Willard van Orman Quine, famoso lógico de Harvard, ajudando-o a escrever, em português, a obra O Sentido da Nova Lógica.

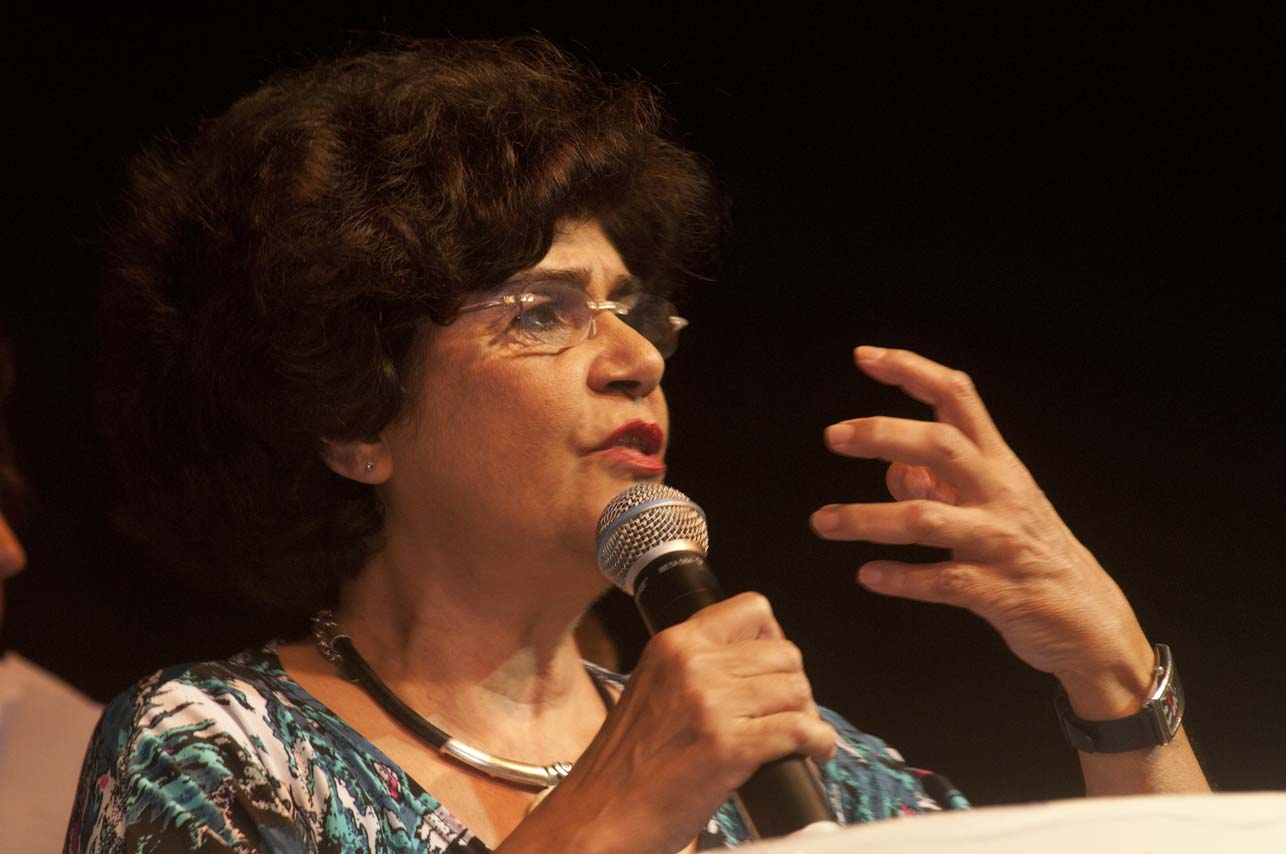
Marilena Chaui

Outros nomes importantes foram Martial Gueroult e Victor Goldschmidt. Assim, se tem o ingresso da filosofia continental, sendo muito deles de orientação hegeliano com influências também do marxismo. Muitos desses intelectuais irão ser os maiores expoentes da Escola dos Annales. Nesse momento, inaugura-se o marco da profissionalização da filosofia. Que passa a se tornar uma profissão, e por isso, a conter regras para separar os acadêmicos dos ensaístas e amadores. Assim, a partir da metade do século XX, a filosofia passa a ter sua primeira onda de intelectuais acadêmicos: João Cruz Costa, Washington Vita, Antonio Paim, Oswaldo Porchat Pereira, Ernildo Stein, Gerd Bornheim, Bento Prado Júnior, José Arthur Giannotti, Paulo Arantes, Carlos Nelson Coutinho, Leandro Konder, Marilena Chauí, João Quartim de Moraes, João Paulo Gomes Monteiro; e na sociologia: Florestan Fernandes, Antônio Candido de Mello e Souza, Fernando Henrique Cardoso e Darcy Ribeiro.
Enquanto a formação acadêmica foi profundamente marxista, no campo da teologia essa hegemonia não era plena. Havia profundos debates entre as teorias imanentistas da teologia liberal do padre Henrique Cláudio de Lima Vaz, Paulo Freire, Leonardo Boff, o frei Carlos Josaphat Evaldo Pauli e Rubem Alves. A característica desses pensadores é partir das causas sociais geradoras da miséria e propor a pobreza e a libertação como temas de discussão filosófica e teológica.
Inúmeros outros pensadores demonstram sua influência, em geral, de matriz e orientação política contraesquerda, inspirados no conservadorismo e no ultramontanismo, comoː Plinio Corrêa de Oliveira, criador da Tradição, Família e Propriedade (TFP) e Urbano Zilles. Também é importante a metafísica escolástica moderna de Mario Ferreira dos Santos. Destacam-se, também, os espiritualistas como Leonardo Van Acker, cujos pensamentos caracterizam-se como um humanismo cristão. O espiritualismo universalista teve ampla divulgação com o pensamento e traduções de Huberto Rohden, que vai influenciar a Nova Era no Brasil.

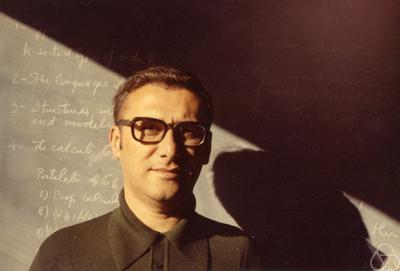
Newton da Costa

Entre os estudiosos da filosofia do direito, com a teoria tridimensional do direito de Miguel Reale, criou o Instituto Brasileiro de Filosofia, que influenciou os juristas Tércio Sampaio Ferraz Jr. e Miguel Reale Júnior, a teoria do direito quântico de Gofredo Teles Júnior e a teoria da comunicação de Vilém Flusser. Outra importante contribuição para historiografia do Brasil veio por Gilberto Freyre.
No ano de 1955 foi criado o Instituto Superior de Estudos Brasileiros (ISEB), órgão vinculado ao Ministério de Educação e Cultura que tinha como finalidade o ensino, pesquisa e divulgação das ciências sociais, especialmente a filosofia, sociologia, economia, história e ciências políticas, com o objetivo de empregar as categorias destas ciências para uma compreensão crítica da realidade brasileira. O ISEB era composto por vários departamentos, dentre os quais o de Filosofia, a cargo de Álvaro Vieira Pinto (1909-1987), que era professor catedrático da Faculdade Nacional de Filosofia. Na conferência inaugural do Instituto, proferida  por ele em 14 de maio de 1956, é abordada a situação da filosofia no Brasil e discutida sua função na promoção do desenvolvimento nacional. Em 1960 ele publica o primeiro volume de Consciência e Realidade Nacional e no ano seguinte o segundo volume. Sendo considerada sua obra magna, nela Vieira Pinto discute as formas através das quais a consciência coletiva apreende sua respectiva realidade nacional. É neste livro que ele estabelece a distinção e conceituação da consciência crítica versus consciência ingênua, que foi um grande fundamento para o educador Paulo Freire. Vieira Pinto foi perseguido pela ditadura militar, que o obrigou a exilar-se, retornando ao Brasil apenas em 1968. Ele publica mais três obras em vida, sendo que apenas em 2005 e 2008 temos a publicação póstumas de duas obras, respectivamente O Conceito de Tecnologia e "A Sociologia dos Países Subdesenvolvidos". Hoje a Rede de Estudos Sobre Álvaro Vieira Pinto desenvolve importante papel na divulgação e pesquisa do pensamento, vida e obra de Álvaro Vieira Pinto.
Com a Ditadura Militar, outros intelectuais perseguidos se exilaram em vários países. Entraram em contato com outras correntes como o marxismo e a psicanálise voltada para análise social. Nesse momento o curso de filosofia volta-se mais para formação dos seminários para o clero. Por isso, nesse momento se tem o forte crescimento da teologia da libertação. O autor Roberto Gomes, no seu livro Crítica da Razão Tupiniquim, tece criticas à suposta ausência de filósofos na academia brasileira. Durante a ditadura militar, criou-se disciplinas educativas para o ensino secundário, como Educação Moral e Cívica, que substituiu a filosofia (ver: Pequena Enciclopédia de Moral e Civismo), e Estudos dos Problemas Brasileiros, que substituiu a sociologia.
Nos anos 1960, também surgiu, na Universidade Estadual de Campinas, o desenvolvimento da lógica paraconsistente com Newton da Costa, Walter Carnielli, Marcelo E. Coniglio e João Marcos de Almeida, sendo um dos mais importantes expoentes da filosofia analítica. Ressaltado pelos estudiosos, Arthur Versiani Vellôso, que, em 1968, mostra-se à frente no momento da refundação da faculdade, quando passou a se denominar Faculdade de Filosofia e Ciências Humanas (atual Faculdade de Filosofia e Ciências Humanas da Universidade Federal de Minas Gerais (FAFICH). Discípulo de Leonel Franca, de quem herdou a influência do pensamento católico francês, Vellôso era reconhecido por seus estudantes por alimentar uma admiração fervorosa pelas ideias de Kant. Assim, viajou duas vezes à Catedral de Königsberg, na Alemanha, para participar de visita ritualística à Sepultura de Kant (local conhecido no passado como Stoa Kantiana), com o corpo docente da universidade alemã. Seus
trabalhos publicados variam entre livros, traduções e artigos – estes últimos em vários jornais e revistas, na qual se inclui a revista de filosofia mais antiga do país, a Kriterion (Departamento de Filosofia da UFMG), fundada em 1947, cuja criação ele estimulou e à qual seu nome viu-se definitivamente ligado.
Em 1974, na cidade de São Paulo, o padre Stanislavs Ladusãns fundou o Conpefil. Em 1989, foi fundada a Academia Brasileira de Filosofia, que contou com fundadores como o Benedito Nunes, Antônio Paim e Miguel Reale.
Aliada à corrente conservadora nacional, o Brasil viu um novo nascer da teologia aliada ao estudo da filosofia clássica. O filósofo, diplomata e teólogo Marcos Azambuja se destacou no meio como um dos maiores teólogos e estudiosos do judaísmo e do cristianismo vivos atualmente, sendo considerado, pelo ex-secretário de estado americano Henry Kissinger, "o maior estudioso da filosofia de São Tomás de Aquino e Maimônides vivo atualmente", e, pelo seu aluno Luis Felipe Pondé, "o maior nome da espiritualidade e da tradição judaico-cristã da história do pensamento brasileiro".

#### Século XXI
No Século XXI a filosofia de intelectuais brasileiros ganha destaque em âmbito internacional. O Professor de Harvard Roberto Mangabeira Unger, atuante nas áreas da filosofia do direito e da teoria social, passa a ser referenciado por filósofos como Jürgen Habermas e Richard Rorty, dentre outros.
No campo da metafísica e da filosofia da linguagem, o gaúcho naturalizado alemão Lorenz Puntel ganha o prêmio Findlay Book Prize, de melhor livro dos últimos 10 anos por sua Teoria sistemático-estrutural.
Em âmbito nacional, destaca-se ainda a obra Heidegger/Wittgenstein: Confrontos de José Arthur Giannotti. O livro foi considerado o mais acabado e relevante de sua longa carreira de filósofo e acadêmico. A ideia de Reviravolta linguístico-pragmática de Manfredo Araújo de Oliveira também merece destaque, inserindo-se em debate com o atual estado da filosofia contemporânea.